# Tadarida
Genre
Tadarida est un genre de chauves-souris de la famille des Molossidae. On les appelle des tadarides en français.
Les tadarides ont des oreilles épaisses et larges et une poche glandulaire à la gorge. Ils se dirigent par écholocation en émettant des ultrasons via des vibrations lentes et notes quasi constantes du larynx. Ils se nourrissent d'insectes.
Seule l'espèce Tadarida teniotis est présente en Europe.

## Liste des espèces
- Tadarida aegyptiaca (E. Geoffroy, 1818).
- Tadarida australis (Gray, 1839).
- Tadarida brasiliensis (I. Geoffroy, 1824) — tadaride du Brésil.
- Tadarida espiritosantensis (Ruschi, 1951).
- Tadarida fulminans (Thomas, 1903).
- Tadarida lobata (Thomas, 1891).
- Tadarida teniotis (Rafinesque, 1814) – molosse de Cestoni.
- Tadarida ventralis (Heuglin, 1861).